# Адель ан-Накбі
Адель Алі Ахмед Хаміс ан-Накбі (араб. مهند قاسم; 10 січня 1982) — футбольний арбітр з Об'єднаних Арабських Еміратів. З 2016 року включений до списку арбітрів ФІФА.

## Кар'єра
Він судив ігри у чемпіонаті ОАЕ принаймні з травня 2011 року. Його перша поява в Кубку АФК відбулася в березні 2018 року.
2022 року судив матчі на молодіжному (U-23) кубку Азії, а наступного року працював на Кубку Перської затоки.
На початку 2024 року був призначений головним арбітром на Кубку Азії у Катарі, де відсудив одну гру групового етапу між Сирією та Австралією (0:1).